# آلفرد بارنارد باست
آلفرد بارنارد باست (انگلیسی: Alfred Barnard Basset؛ ۲۵ ژوئیهٔ ۱۸۵۴ – ۵ دسامبر ۱۹۳۰) یک دانشمند در زمینه هندسه جبری اهل بریتانیا بود. او در زمینهٔ هندسه جبری، الکترومغناطیس کلاسیک و دینامیک شاره‌ها کار می‌کرد. او در دینامیک شاره‌ها، نیروی باست- که با نام بوسینسک- نیروی باست نیز شناخته می‌شود- به تشریح اثرات تاریخی بر نیروی تجربه شده بوسیلهٔ یک جسم در تغییر ناپایدار (نسبت به یک گرانروی) پرداخت. او همچنین روی تابع بسل نیز کار می‌کرد. اصطلاح تابع باست، نخستین بار در مورد توابع باسل تعدیل شدهٔ نوع دوم بکار گرفته شد. اما اکنون برای توابع مطلق بکار می‌رود. او در سال ۱۸۸۹ به عنوان یکی از اعضای انجمن سلطنتی انتخاب شد.